# Rynek w Baranowie Sandomierskim
Rynek w Baranowie Sandomierskim – plac znajdujący się w centrum Baranowa Sandomierskiego, na jego terenie znajduje się Ławka Niepodległości, rzeźba „Serce Lasowiackie” oraz pomnik orła piastowskiego upamiętniający nadanie praw miejskich miejscowości. 

Na początku XXI wieku został zburzony znajdujący się wcześniej na rynku Pomnik Wdzięczności Armii Czerwonej, zaś w czerwcu 2022 roku zlikwidowano znajdującą się wcześniej na rynku fontannę. Na rynku znajdują się wydzielone przestrzenie zielone z drzewami, krzewami, kwiatami oraz innymi roślinami ozdobnymi (między innymi lawendą). Wokół rynku znajdują się domy (pierwotnie parterowe i drewniane, przed II wojną światową zamieszkiwane głównie przez Żydów) oraz ratusz. Jeden z domów znajdujących się dookoła rynku jest wpisany do rejestru zabytków (numer A-1231 z 24.10.1995). Rynek stanowi centrum układu urbanistyczno-krajobrazowego miasta Baranów Sandomierski; układ ten został oparty na planie szachownicowym. Dawniej na rynku handlowano w czasie cotygodniowych targów i jarmarków orgaznizowanych 1 listopada. 

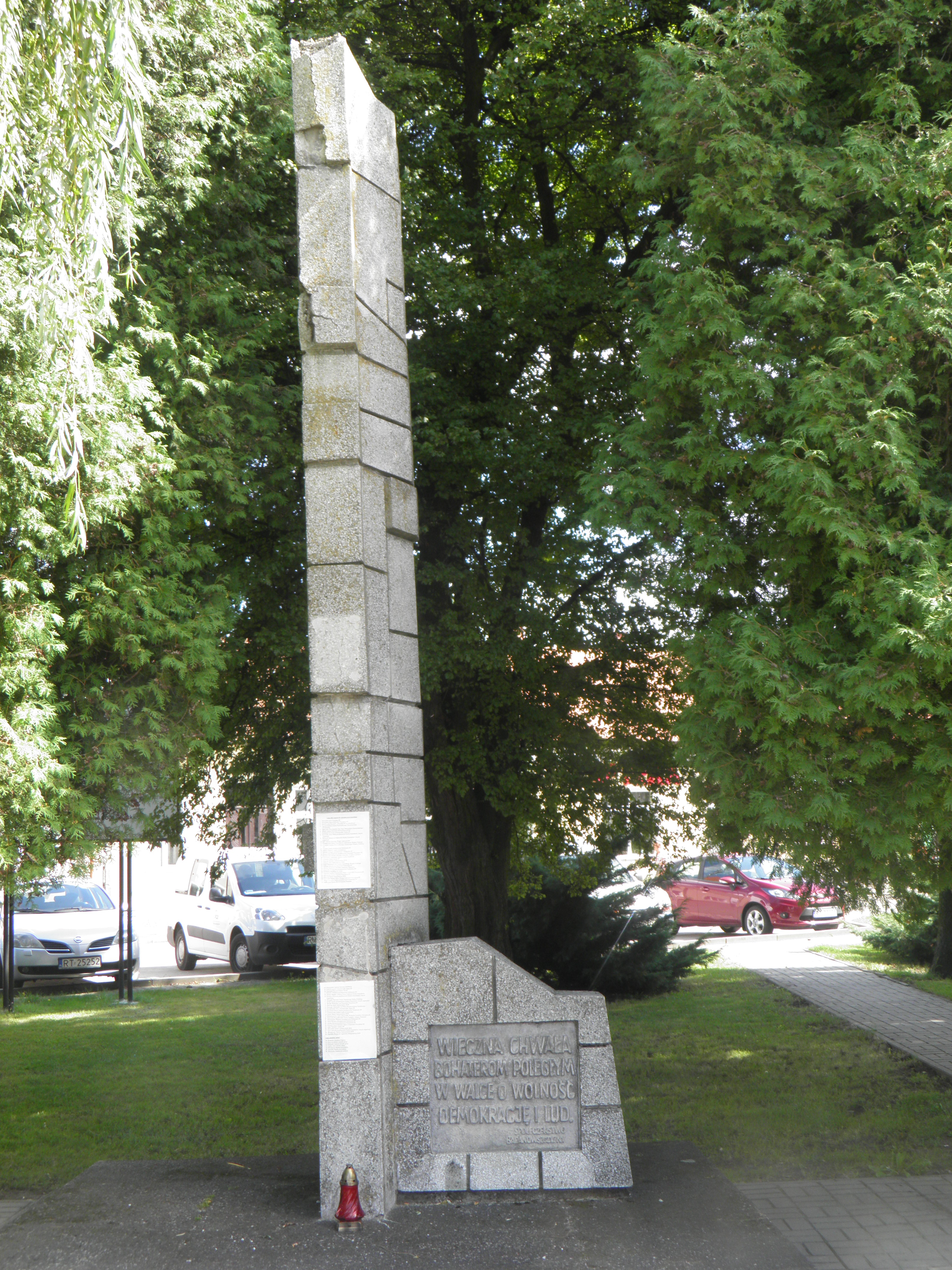
Pomnik Wdzięczności Armii Czerwonej (obecnie nie istnieje)
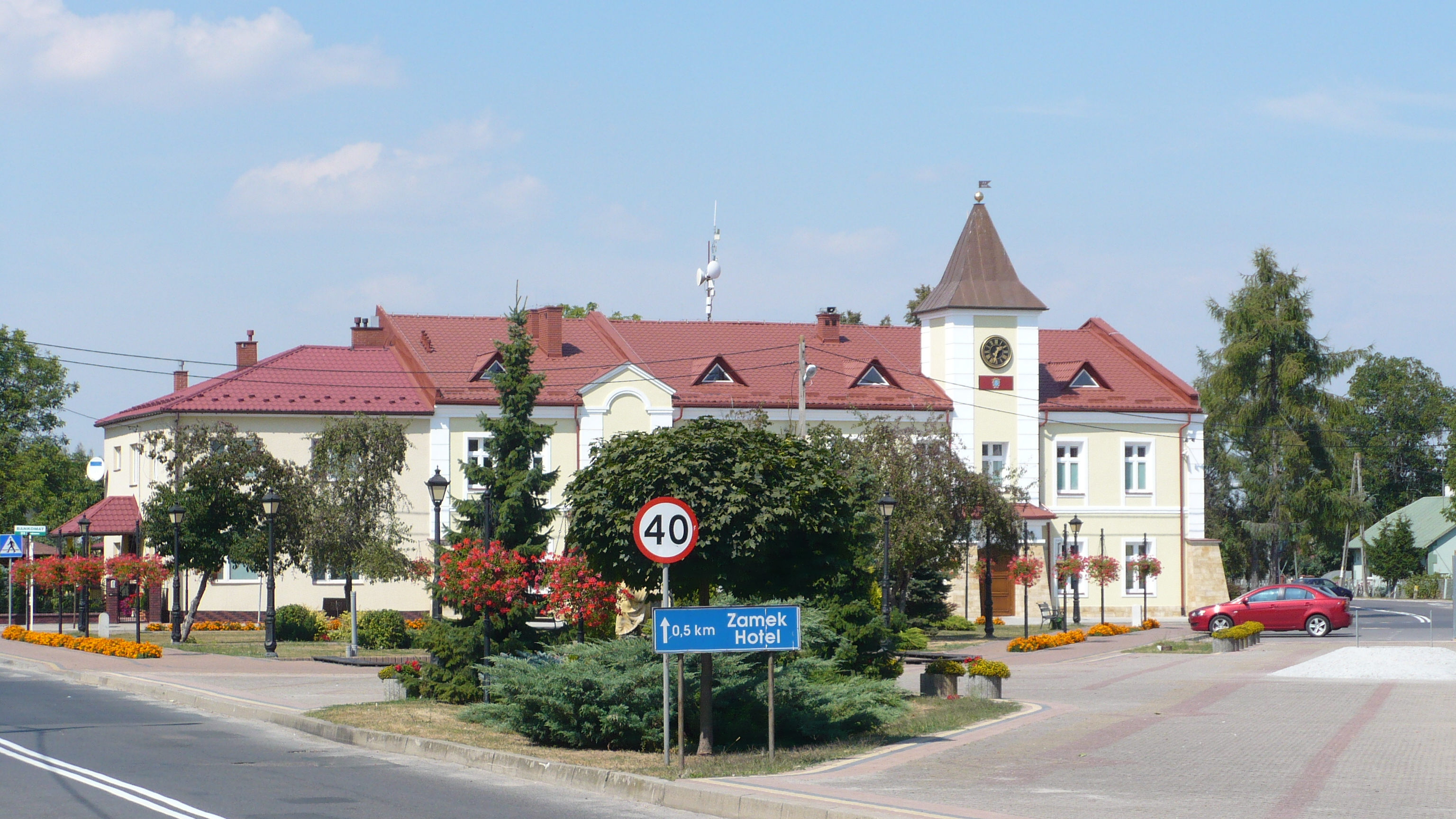
Rynek w 2013 roku
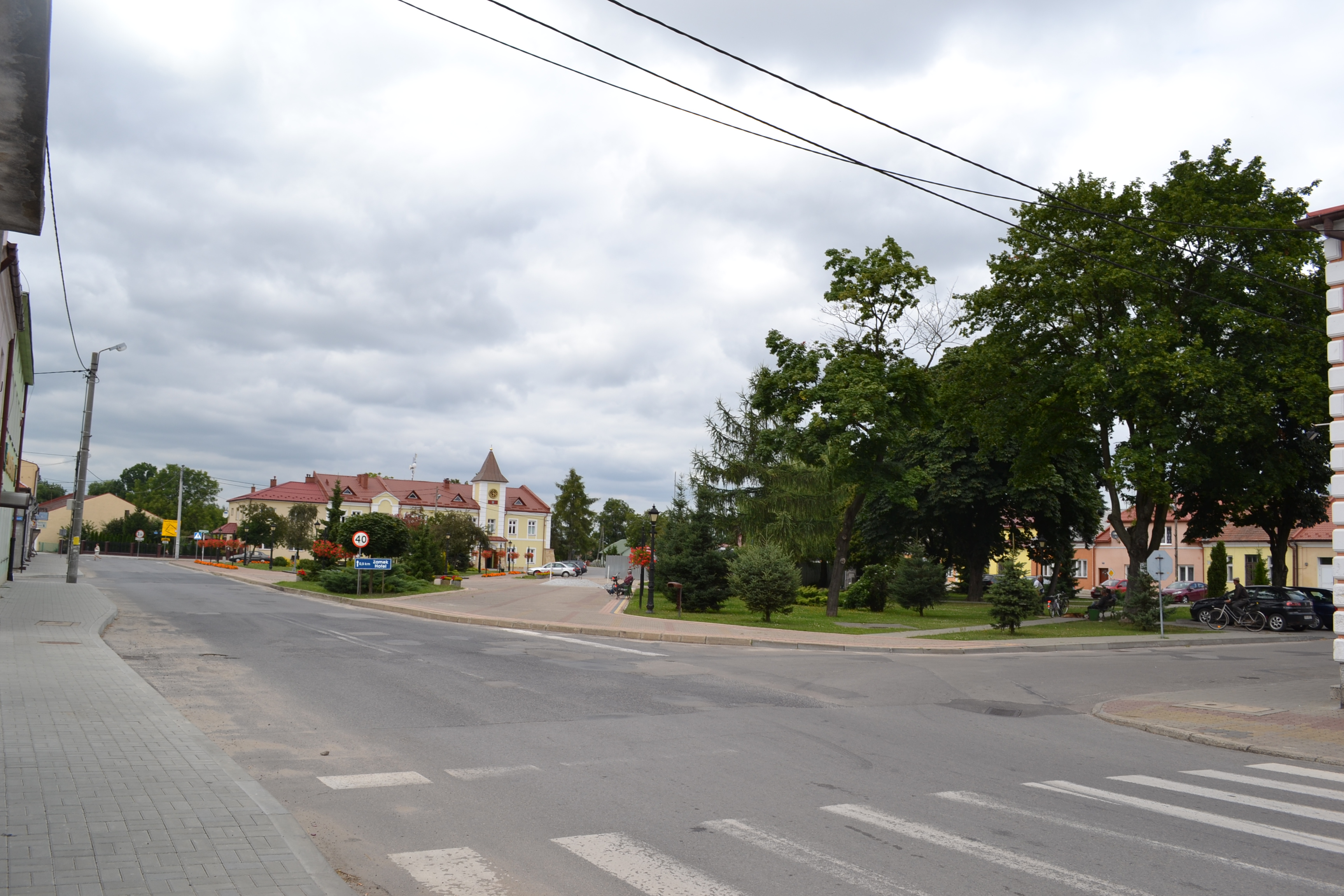
Rynek w 2013 roku